# Майк Вокер (валлійський футболіст)
Майк Вокер (англ. Mike Walker, нар. 28 листопада 1945, Колвін-Бей) — валлійський футболіст, що грав на позиції воротаря, зокрема за «Вотфорд» та «Колчестер Юнайтед». По завершенні ігрової кар'єри — тренер.

## Ігрова кар'єра
Свій перший дорослий контракт уклав 1963 року з «Редінгом». Утім у дорослому футболі дебютував лише наступного року після переходу до «Шрусбері Таун».
Згодом у 1966–1968 роках захищав ворота «Йорк Сіті», після чого перебрався до «Вотфорда», де провів наступні п'ять сезонів своєї ігрової кар'єри як основний голкіпер.
1973 року провів одну гру за «Чарльтон Атлетик» на правах оренди, після чого приєднався до «Колчестер Юнайтед». Граючи у складі «Колчестер Юнайтед» протягом наступних десяти років також здебільшого виходив на поле в основному складі команди.

## Кар'єра тренера
Завершивши професійну кар'єру футболіста виступами за команду «Колчестер Юнайтед» у 1983 році, залишившись у його клубній структурі як асистент головного тренера. Протягом 1986–1987 років вже очолював його тренерський штаб. З 1987 року працював у клубі «Норвіч Сіті», спочатку тренером молодіжної команди, а з 1992 року як головний тренер першої команди. 6 січня 1994 року залишив «Норвіч» на тлі тривалих суперечок із клубним керівництвом.
Вже наступного дня був призначений головним тренером «Евертона». Сезон 1993/94 команда завершила лишу у декількох очках вище зони вильоту. Наступного сезону ліверпульці видали найгірший старт чемпіонату у своїй історії, не здобувши жодної перемоги до листопада, після чого Вокера було звільнено.
Влітку 1996 року прийняв пропозицію повернутися до «Норвіч Сіті», де пропрацював ще два сезони.
Останнім місцем тренерської роботи валлійця був кіпрський АПОЕЛ, головним тренером команди якого він був у 2000—2001 роках.